# Antônio Francisco (futebolista)
Antônio Francisco, também conhecido como Nininho (Campinas, 6 de novembro de 1923 — Campinas, 8 de outubro de 1997) foi um futebolista brasileiro.
Atuando como atacante, Nininho jogou no Campinas, Portuguesa de Desportos, Ponte Preta e Catanduva. Pela Portuguesa de Desportos marcou 133 gols em 291 jogos, sendo o 3º maior artilheiro da história do clube.
Fez parte do elenco da Seleção Brasileira campeã da Copa América de 1949, realizada no Rio de Janeiro e em São Paulo.

## Títulos
Seleção Brasileira
- Campeonato Sul-Americano: 1949[1]